# Eva Kinney Griffith
Eva Kinney Griffith Miller (nascida Kinney; após o primeiro casamento, Griffith; após o segundo casamento, Miller; Whitewater, 8 de novembro de 1852 – 1918) foi uma jornalista americana, ativista do movimento da temperança, romancista, redatora e editora-chefe de jornal.
Griffith foi palestrante e organizadora da União de Temperança Cristã da Mulher de Wisconsin (abreviado do inglês: WCTU) por vários anos. Suas palestras ilustrativas lhe renderam o nome de "Wisconsin Chalk Talker". Ela escreveu lições de temperança e poemas para a Temperance Banner e The Union Signal. Ela também publicou um romance de temperança A Woman's Evangel (Chicago, 1892), tendo já lançado um volume chamado Chalk Talk Handbook (1887), e True Ideal, um jornal dedicado aos estudos de pureza e fé. Em 1891, Miller mudou-se para Chicago, onde se tornou redatora especial do Daily News Record e, posteriormente, editora do Chicago Times, e assim tornou públicas suas opiniões sobre o movimento de temperança.

## Primeiros anos e educação
Eva Kinney nasceu em Whitewater, em Wisconsin, no dia 8 de novembro de 1852. Ela era filha de Francis Kinney e Sophronia Goodrich Kinney.
Ela entrou na Universidade de Wisconsin-Whitewater em 1868, graduando-se na turma de 1871.

## Carreira
Depois de concluir seus estudos, Griffith deu aulas por um período em Elkhorn, cidade de Wisconsin, e dois períodos em Cold Spring antes de passar um ano em Chicago, onde ela entrou na área do jornalismo. Ela escreveu para o Detroit Free Press, Pomeroy's Democrat, Educational Weekly, o Cincinnati Saturday Night, e entre muitos outros jornais. O excesso de trabalho afetou sua saúde em 1878 e, no ano seguinte, ela foi para o Kansas para se recuperar. Ela voltou a dar aulas em 1879 e, novamente, em 1883, em Hays City, Kansas. Ela não foi capaz de retomar a escrita em grande medida até 1883.
Em maio de 1891, ela se casou com Charles E. Griffith, e eles se mudaram para St. Louis, Missouri.  O casamento não durou muito. Eles se separaram e Griffith retornou a Whitewater, entrando no movimento de temperança em 1893. Por sete anos, ela foi palestrante e organizadora da WCTU de Wisconsin, suas palestras ilustradas lhe renderam o apelido de "Wisconsin Chalk Talker". Ela escreveu lições de temperança e poemas para o Temperance Banner, e foi uma colaboradora regular do Union Signal, escrevendo o "Jardim da Rainha", coluna quinzenal para esse jornal. Ela também escreveu para o Woman's News.
Griffith publicou um romance de temperança A Woman's Evangel (Chicago, 1892), e um volume intitulado Chalk Talk Hand-Book (1887). Em 1889, ela publicou True Ideal, um jornal dedicado à pureza social e aos estudos da fé. Em 1891, mudou-se para Chicago, onde se tornou redatora especial do Daily News-Record e, posteriormente, editora da coluna de sociedade do Chicago Times.

## Vida pessoal
Mais tarde, ela se casou com o Sr. Miller e eles se mudaram para Anna e depois Peoria, ambos os locais em Illinois, onde em 1918, Griffith morreu.

## Obras publicadas
- 1887: Chalk Talk Hand-Book (em inglês)
- 1892: A woman's evangel (em inglês)